# Echiophis brunneus
Echiophis brunneus är en fiskart som först beskrevs av Castro-aguirre och Suárez de los Cobos, 1983.  Echiophis brunneus ingår i släktet Echiophis och familjen Ophichthidae. IUCN kategoriserar arten globalt som livskraftig. Inga underarter finns listade i Catalogue of Life.